# Triuncina sherwilli
Triuncina sherwilli är en fjärilsart som beskrevs av Frederick Wollaston Hutton. Triuncina sherwilli ingår i släktet Triuncina och familjen silkesspinnare. Inga underarter finns listade i Catalogue of Life.